# توقف تمام تورهای نژادپرستانه
توقف تمام تورهای نژادپرستانه (انگلیسی: Halt All Racist Tours) یک گروه اعتراضی بود که در سال ۱۹۶۹ در نیوزیلند برای اعتراض به تورهای اتحادیه راگبی به آفریقای جنوبی و از آفریقای جنوبی راه‌اندازی شد.

## تاریخچه

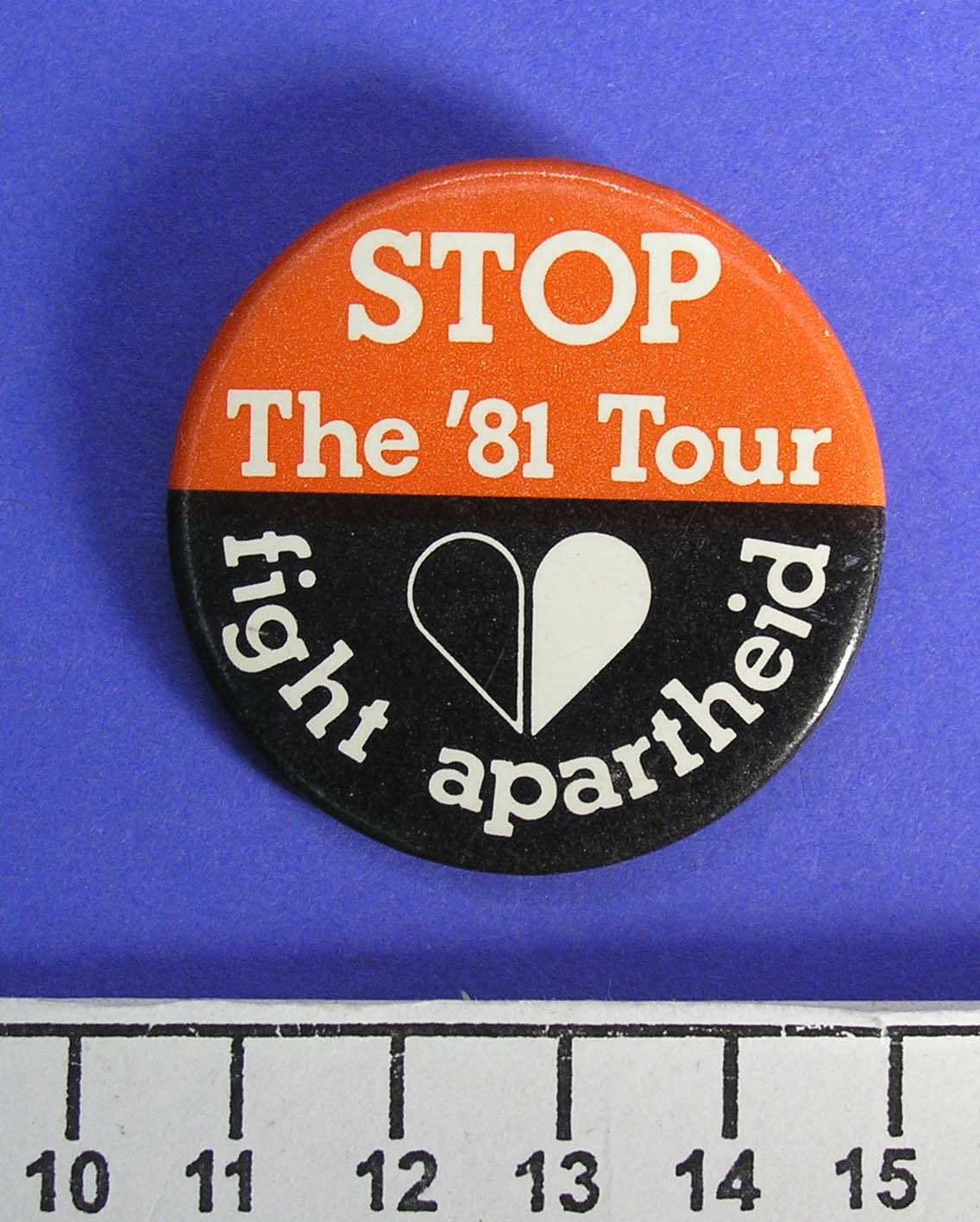
نشان اعتراض، تور ۸۱ را علیه آپارتاید متوقف کنید.

تا سال ۱۹۷۰، آفریقای جنوبی از اجازه دادن به تیم‌های ورزشی با نژادهای مختلط برای سفر به آفریقای جنوبی خودداری می‌کرد و آنها خوشحال نبودند که در برابر «بومیان» در نیوزیلند بازی کنند. در سال ۱۹۶۰ یک جنبش اعتراضی علیه اتحادیه راگبی نیوزلند برای سفر به آفریقای جنوبی با شعار "بدون ماوریس، توری نخواهد بود " ایجاد شد اما در متوقف کردن این تور توفیقی بدست نیاورد. در سال ۱۹۶۷، اتحادیه راگبی نیوزلند تصمیم به لغو تور پیشنهاد شده ۱۹۶۷ در همین رابطه را گرفت.
در سال ۱۹۶۹ تریوور ریچاردز، تام نیون هام و دیگران جنبشی به نام هارت برای اعتراض به تور پیشنهاد شده در سال ۱۹۷۰ تشکیل دادند. این تور پس از اینکه آفریقای جنوبی موافقت کرد تا یک تیم مختلط نژادی را قبول کند، انجام شد.
در سال ۱۹۷۳، هارت اعلام کرد اگر اسپرینگزبوکس به نیوزیلند سفر کند به یک نافرمانی مدنی دست خواهد زد. نخست‌وزیر از حزب کارگر نیوزیلند نورمن کرک این تور را ممنوع کرد.
بعد از آن انتظار می‌رفت یک تیم متشکل از سیاهپوستان به تور آفریقای جنوبی در سال ۱۹۷۶ اعزام گردد. راب مولدوون، نخست‌وزیر جدید از حزب ملی نیوزیلند، از ملغی کردن این تور خودداری کرد، که انجام گردید. متعاقباً رهبران کشورهای مشترک‌المنافع موافقتنامه گلن ایگلز را تصویب کردند که در آن ارتباط ورزشی با آفریقای جنوبی نهی شده بود. ۲۱ کشور آفریقایی بازی‌های المپیک تابستانی ۱۹۷۶ در مونترال را در اعتراض به سفر تیم تور تماماً سیاه آفریقای جنوبی تحریم کردند.
در سال ۱۹۸۰ هارت با شورای ملی ضد آپارتاید ادغام شد و نام آن به توقف همه تورهای نژادپرستانه: جنبش ضد آپارتاید نیوزلند تغییر داده شد. پس از ده سال که ریچاردز در سمت رئیس کل آن قرار داشت جای خود را به جان مینتو داد.
نقطه عطف اعتراض در رابطه با تور اسپرینگبوک۱۹۸۱ بود که در آن هزاران نفر از نیوزلندی‌ها دست به تظاهرات زدند و به زمین‌ها هجوم بردند و دست به نافرمانی مدنی زدند تا امکانات پلیس را در تنگنا قرار دهند. هارت در این اعتراضات نقش رهبری نداشت، چون سازمان‌های گسترده‌ای در مراکز عمده برای هماهنگی اعتراض‌ها راه‌اندازی شده بود اما به هر حال اعضای هارت نقش تعیین‌کننده ای در این تشکل‌ها ایفا کردند.
در سال ۱۹۸۵، به دنبال شکایاتی که دو وکیل از NZRFU کرده بودند، تور برنامه‌ریزی شده تیم تمام سیاه آفریقای جنوبی توسط دادگاه عالی نیوزلند با این استدلال که چنین واقعه‌ای قانون اساسی NZRFU را نقض خواهد کرد لغو گردید.
یک تور غیررسمی در سال ۱۹۸۶ توسط یک تیم شامل اکثریت بازیکنان انتخاب شده سیاه‌پوست به جای تورهای لغو شده سال گذشته برگزار شد. اینها به عنوان سوارکاران نیوزیلند شناخته می‌شدند، اما اغلب در داخل جمهوری به عنوان تمام سیاه تبلیغ می‌شدند یا با نشان سرخس نقره‌ای نشان داده می‌شدند. هارت اعتراضات سراسری را سازماندهی کرد، اما بسیار کوچکتر از اعتراضات سال ۱۹۸۱ بودند.
فلسفه وجودی هارت با پایان دوران آپارتاید توسط دولت آفریقای جنوبی پایان یافت.